# Ōtomo Sōrin

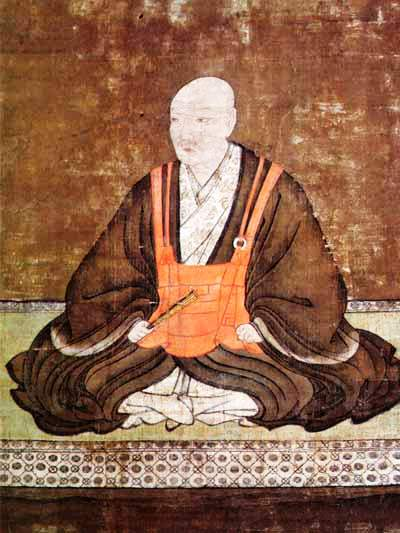
Portrait d'Ōtomo Sōrin.

Ōtomo Sōrin est un nom japonais traditionnel ; le nom de famille (ou le nom d'école), Ōtomo, précède donc le prénom (ou le nom d'artiste) Sōrin.
Ōtomo Sōrin (大友 宗麟, 31 janvier 1530-11 juin 1587) est un daimyo de l'époque Sengoku, chef de l'un des clans les plus puissants de l'île de Kyūshū, faisant partie de ceux qui, rencontrant saint François Xavier, se convertissent au christianisme.

## Biographie

### Parcours politique et militaire
D'abord connu sous le nom d'« Ōtomo Yoshishige », fils aîné d'Ōtomo Yoshiyaki, il prend la tête du clan lorsque son père se fait assassiner alors qu'il était prêt à le déshériter. Il poursuit ensuite l'expansion territoriale entamée par son père, en affrontant et battant le clan Kikuchi en 1551, puis en soumettant le clan Akizuki en 1557. Quelques années plus tard, en 1561, commence une lutte de plusieurs années avec le clan Mōri, interrompue en 1562 et reprise en 1568. À la fin de cette guerre, le clan Mōri étend son influence aux dépens d'autres clans de l'île, tel le clan Ryūzōji. Plus tard encore, après leur conversion au christianisme, Yoshiaki, devenu Sōrin après une première conversion religieuse comme moine bouddhiste et ayant gardé ce nom une fois devenu chrétien, et son fils Yoshiatsu, tentent de profiter de la défaite du clan Itō des mains des Shimazu[pas clair] pour occuper le nord de la province de Hyuga, contre l'avancée de ces derniers, et d'y installer une cité chrétienne. Dans l'impossibilité d'obtenir l'aide de Toyotomi Hideyoshi face à leur nouvel ennemi, ils lancent une opération qui mènera, en 1578, à la bataille de la Mimi-gawa et au premier désastre pour les Ōtomo. Leur puissance décline alors au profit des anciens ennemis vaincus Akizuki et Ryûzôji.
En 1586, pourtant, c'est le clan Ryūzōji qui subit un revers important par la mort du chef Takanobu lors d'une bataille contre les Shimazu. Sōrin tente alors une nouvelle fois de faire appel à Hideyoshi, allant le rencontrer à Osaka. Cette fois-ci ce dernier réagit favorablement. Après une nouvelle défaite des Ōtomo lors de la bataille de la Hetsugi-gawa, les troupes de Hideyoshi arrivent à Kyūshū et gagnent face à leurs adversaires pour unifier l'île sous leur coupe. Sōrin décède cette même année avec l'assurance d'avoir pu installer le pouvoir de son clan sur son domaine, malgré la perte d'autonomie. Quelques années plus tard, son fils Yoshimune, à la suite de quelques nouvelles erreurs, mènera le clan à sa perte.

### Influence étrangère et religion
Ōtomo Yoshishige rencontre le missionnaire jésuite François Xavier en 1551 et embrasse très vite la culture européenne. Il en adopte vite aussi bien les coutumes que les technologies militaires au point qu'on ne puisse déterminer finalement si sa future conversion au christianisme est un acte de foi ou une stratégie politique et économique. En 1562, l'aide des Portugais s'actualise au point que Sōrin bénéficie de trois navires de cette nationalité lors du siège du château de Moji qui s'avèrera finalement être une défaite pour lui. Dans tous les cas, pendant une quinzaine d'années, l'influence occidentale se mêle encore à la culture japonaise et ne l'empêche pas de devenir moine bouddhiste en 1562 sous le nom de « Sōrin ».
En 1578, il finit par adopter la religion chrétienne et se fait officiellement baptiser, trois ans après avoir autorisé son fils Ōtomo Chikaie à le faire. Cette conversion s'accompagnera d'un zèle allant jusqu'à brûler des temples bouddhistes et shinto, malgré les protestations des prêtres, promettant une vengeance des dieux. C'est cette même année que cessera l'expansion du pouvoir des Ōtomo au profit des Shimazu. Il est cependant à noter que cette apparente fureur fanatique peut avoir des motifs politiques, certains temples ou sectes pouvant disposer d'une grande influence et d'un grand pouvoir aussi bien culturel que politique ou militaire. Mais les liens ne s’arrêtent pourtant pas à des profits sur le territoire japonais. Ainsi, en 1582, Ōtomo Sōrin envoie, avec les deux autres daimyos chrétiens de Kyūshū, Ōmura Sumitada et Arima Harunobu, la première mission diplomatique japonaise en Europe, à Rome, auprès du pape : l'ambassade Tenshō.